# Виноградова, Нина Николаевна
Нина Николаевна Виноградова (род. 6 декабря 1944) — советская и российская художница, художница-постановщица, преподавательница, доцент кафедры режиссуры анимационного фильма факультета анимации и мультимедиа ВГИК имени Герасимова. Член Академии кинематографических искусств «Ника».

## Биография
Нина Виноградова в 1960—65 годах училась в Ярославском художественном училище. В 1966—1971 годах училась на художественном факультете ВГИКа (мастерская Ивана Иванова-Вано). С 1971 по 1988 год работала на студии «Союзмультфильм» художницей-постановщицей преимущественно кукольных фильмов. Позже работала на студиях «Кристмас Филмз» (1993—96), «Анимафильм» (1997), «Человек и время» (1999—2000), с 2001 года на киновидеостудии «Анимос». В начале 1980-х оформила спектакль Сергея Юткевича «Балаганчик и Незнакомка» в Московском камерном оперном театре п/у Бориса Покровского, работала художницей в Алма-Ате (в кукольном театре и на студии «Казахфильм»), сотрудничала со студией «Мульттелефильм». Дизайнер-оформитель ряда анимационных фестивалей  совместно с М.В. Курчевской: Открытый российский фестиваль анимационного кино, Международный фестиваль анимационного кино «Крок». Работает также в живописи, графике, технике батика, участница групповых и персональных выставок. Сотрудничала с режиссёрами Идой Гараниной, Вадимом Курчевским, Екатериной Михайловой и другими.

## Фильмография

### Художница-постановщица
- 1971 — «Мой голубой щенок»
- 1971 — «Сдавайте стеклотару»
- 1972 — «Загадочная натура»
- 1972 — «В тридесятом веке»
- 1973 — «Зажигалка»[1]
- 1973 — «Кем быть?»
- 1975 — «Маяковский смеётся, или Клоп-75» (мультвставки «Общежитие», «Свадьба»)
- 1976 — «Приключения Травки» (мультвставки)
- 1977 — «Журавлиные перья»
- 1978 — «Бедная Лиза»
- 1979 — «Пер Гюнт»
- 1979 — «Четвёрка друзей. Обида»
- 1980 — «Четвёрка друзей. Испорченная погода»
- 1980 — «Четвёрка друзей. Однажды утром»
- 1981 — «Четвёрка друзей. Сон»
- 1981 — «До свидания, овраг»
- 1982 — «Будь здоров!»
- 1983 — «Красавица Маржан»
- 1983 — «Про мамонтёнка»
- 1988 — «Кошка, которая гуляла сама по себе»
- 1994 — «Севильский цирюльник»
- 1996 — «Авраам»
- 1997 — «Ночь перед рождеством»
- 1998 — «Optimus Mundus. Московский трактир»
- 2000 — «Три сестры, которые упали в гору»
- 2002 — «Марина Цветаева. Страсти по Марине»
- 2003 — «Гостинец от крестной»
- 2005 — «Царь и ткач» (в цикле «Гора самоцветов»)
- 2005 — «Капитанская дочка»
- 2006 — «Крошечка Хаврошечка»

### Художница
- 1974 — «Ваня Датский»

### Документальное кино
Нина Виноградова снималась в документальных сериалах:
- 2004 — «Союзмультфильм – сказки и были» (серии «Искусство с женской душой» и «Сказки старого Арбата»)
- 2005 — «Куклы в мире людей» (серия «Сценарий для Буратино»)

## Награды
- 2001 — VI Открытый Российский Фестиваль анимационного кино в Тарусе : Приз жюри за лучший фильм для детей создателям фильма «Три сестры, которые упали в гору».[2]
- 2012 — Открытый Российский Фестиваль анимационного кино в Суздале : Приз Оргкомитета имени Славы Маясова вручён бессменным художникам-постановщикам фестиваля Марине Курчевской и Нине Виноградовой.[3]
- 2012 — Благодарность Министерства культуры Российской Федерации (16 января 2012 года) — за большой вклад в российскую анимацию, многолетнюю плодотворную работу и в связи со 100-летием мультипликационного кино[4]
- 2014 — Почётная грамота Президента Российской Федерации (25 сентября 2014 года) — за заслуги в развитии отечественной культуры, телерадиовещания и многолетнюю плодотворную деятельность[5][6].

## Выставки
- 2001 — В Музее кино открылась выставка «Взрослые игры в куклы». Её авторы — известные российские художники анимационного кино Нина Виноградова и Марина Курчевская.[7]
- 2005 — «Русская классика — детям» — так называется выставка, которая открылась в Детской Государственной художественной галерее «Изопарк». Выставка посвящена одноимённому проекту студии «Анимос». Нина Виноградова, Марина Курчевская, Вера Пиунова и Екатерина Богачева представили свои куклы, рисунки и живописные работы.[8]
- 2007 — Студия «Анимос» приглашает на выставку «Анемомания» в галерее «Изопарк». Участвуют Нина Виноградова, Марина Курчевская и другие мастера студии.[9]
- 2009 — Фестиваль «Николай Гоголь. Кинематографические раритеты», посвященный 200-летию со дня рождения классика русской литературы. Размещена выставка «Произведения Н.В. Гоголя в работах художников кино». Среди прочих эскизы и куклы Нины Виноградовой к м/ф «Ночь перед Рождеством».[10]
- 2017 — В Москве в Библиотеке киноискусства им. С.М. Эйзенштейна открылась выставка Нины Виноградовой и Марины Курчевской — эскизы и персонажи анимационных фильмов, раскадровки, графика и деревянные куклы.[11]